# 本杰明·刘易斯·所罗门
本杰明·刘易斯·所羅門（英語：Benjamin Lewis Salomon，1914年9月1日—1944年7月7日）是第二次世界大战期间的美国陆军牙医，被指定为前线外科医生。塞班島戰役中，当日本人开始佔據他的野戰医院时，本杰明·所罗门為了安全疏散他的傷患，獨自一人在毫無生存希望的情況下使用陣地中的白朗寧M1917重機槍掩護傷患撤退。
當他的屍體被發現時，身上的槍傷多達76處、還有許多刺刀傷，且有24處槍傷可能是他還活著的時候受到的，而身旁的敵軍屍體多達98具。2002年，所罗门被追授荣誉勋章。